# NGC 5124
NGC 5124 је елиптична галаксија у сазвежђу Кентаур која се налази на NGC листи објеката дубоког неба.
Деклинација објекта је - 30° 18' 29" а ректасцензија 13h 24m 50,2s. Привидна величина (магнитуда) објекта NGC 5124 износи 12,1 а фотографска магнитуда 13,1. Налази се на удаљености од 44,415 милиона парсека од Сунца. NGC 5124 је још познат и под ознакама IC 4233, ESO 444-27, MCG -5-32-9, PGC 46902.